# 陰間
陰間，又稱幽冥、陰司、陰府、冥界、冥府等，或又稱幽都，是神話及宗教教義中的概念，所指的是人死後所居住的世界。

## 不同文化概念中的陰間

### 埃及
对于古埃及人而言，死亡并非人生的尽头，而是另一段生命历程的开端。埃及的冥界常被音译作杜阿特，由冥界之主奥西里斯掌管，死者灵魂来到此处进行死后审判。当每日夜幕降临之际，太阳神拉驾着驳船从西方进入冥界，给冥界带来十二小时的光明，并在清晨时分从东方返回人间。
古埃及人将人的灵魂分为五个部分：卡（Ka，生命体征）、巴（Ba，性格）、仁（Ren，名字）、伊比（Ib，心脏）及舒特（Sheut，影子），此外还有阿赫（Akh）的概念。人在死后被制作成木乃伊，进行开嘴仪式时，卡和巴都将离开人体，并进入到冥界。在古埃及艺术中，巴常被物化为一只人首（通常为死者的面容）鸟身的奇特生物，可以在空中自由地遨游；而卡则是个双手高举的姿态，仿佛随时等待接受祭品。巴最终将会回到木乃伊化的身体中，并与死者的卡相结合，形成“阿赫”。死者能否复生，取决于巴是否回到卡身边喂养它。
古埃及人将死者的身体制作成木乃伊，就是希望其在死后获得永生，因为并不是每一个人都能保证在死后复活。死神阿努比斯带着死者来到冥界接受死后审判，在心脏称量仪式之中，死者的心脏被置放在天平上，而天平另一端则是玛阿特的羽毛砝码。如果天平处于平衡状态，这代表死者生前是一位善良的人，他/她的灵魂将会被带到俄西里斯面前进行复活，并得到永生的机会，前往天国一般的芦苇原；如果天平失衡，则表示死者生前曾有作恶，他/她的灵魂将会被一旁的怪兽阿米特所吞噬。心脏的称量由阿努比斯负责，而神托特则在天平旁负责记录。
古埃及文明重視人的道德、明善惡之別，作惡多端者無法得到永恆生命。葬禮中有死者之書，含有可以協助死者通過死亡之地杜亞特前往來世的咒語。

### 希腊
古希臘相信人死後的亡靈會通往冥界（或陰間）。通常而論，除非在正式且合乎體統的葬禮儀式完成之後，否則亡者的靈魂絕不會抵達冥界，便因此會作為幽靈般常常在陽間縈繞飄盪著。冥界有各種不同的景象，並且會隨著時間的推移冥界觀點也跟著改變。
冥界的最廣為人知的地區之一就是冥府（ᾍδης）。此處完全由一尊神明統轄，祂乃宙斯的兄長，名為黑帝斯。祂的領域原本稱之為黑帝斯空間（the place of Hades）。
要通過抵達冥府必須通過地獄的絕望之門。然後必須付錢給冥界船夫（Χάρων）才能渡過三途之河（Στύξ ）。過了三途之河後就會遇見地獄三頭犬賽伯拉斯 （Κέρβερος ）。過了地獄犬就會抵達審判宮被地獄審判官米羅斯王（Μίνως）決定亡靈該往地獄或極樂世界去。
在這空間中有一個被稱為塔耳塔羅斯（Τάρταρος）的領域，那裡是遭受懲戒者所必須到達之處，是一個非常痛苦並且乃為刑罚的空間。
此外還有第二個領域至福樂土（Ἠλύσιον πεδίον，希臘神話中的樂園、樂土之義，也意譯為至福之境，音譯為埃律西昂、伊利西昂或伊利西恩），是一處愉悅祥和的空間，那裡是品德高潔者以及被天神們眷顧的往生者所可以到此居住的極樂淨土。

### 基督教

#### 《聖經·新約》的相關記載
《聖經》所提及的海地斯（Haides，來自於希臘教神話中掌管冥界的神祇哈得斯的名字'Hades'）乃是指亡者暫時的拘留處，與科拉西斯（Kolasis，意即希臘文的處罰）不是同一回事。陰間被認為分為樂園及苦處兩個地方。
根據相關觀點，亡者會到陰間去，他們在此等候身體復活及最後的審判。
在最後的審判開始時，陰間會交出死者，若名字沒記在生命冊者會被扔到火湖（參見《聖經·新約·啟示錄》第二十章第十五節），
陰間只是暫時之處，最後陰間也會被丟到火湖（參見《聖經·新約·啟示錄》第二十章第十四節）。
《聖經·新約》記載説耶穌曾經描述陰間的景像：
有一個財主穿著紫色袍和細麻布衣服，天天奢華宴樂。
又有一個討飯的，名叫拉撒路，渾身生瘡，被人放在財主門口，要得財主桌子上掉下來的零碎充飢；並且狗來舔他的瘡。
後來那討飯的死了，被天使帶去放在亞伯拉罕的懷裡。財主也死了，並且埋葬了。
他在陰間受痛苦，舉目遠遠地望見亞伯拉罕，又望見拉撒路在他懷裡，就喊著說：「我祖亞伯拉罕哪，可憐我吧！打發拉撒路來，用指頭尖蘸點水，涼涼我的舌頭；因為我在這火焰裡，極其痛苦。」
亞伯拉罕說：「兒啊，你該回想你生前享過福，拉撒路也受過苦；如今他在這裡得安慰，你倒受痛苦。不但這樣，並且在你我之間，有深淵限定，以致人要從這邊過到你們那邊是不能的；要從那邊過到我們這邊也是不能的。」
財主說：「我祖啊！既是這樣，求你打發拉撒路到我父家去；因為我還有五個弟兄，他可以對他們作見證，免得他們也來到這痛苦的地方。」
亞伯拉罕說：「他們有摩西和先知的話可以聽從。」
他說：「我祖亞伯拉罕哪，不是的，若有一個從死裡復活的，到他們那裡去的，他們必要悔改。」
亞伯拉罕說：「若不聽從摩西和先知的話，就是有一個從死裡復活的，他們也是不聽勸。」——《路加福音》第十六章第十九節至第三十一節
《聖經》也曾提及耶穌基督在十字架上捨生後曾經下降至陰間，向居住在那𥚃的亡者傳道。基督教稱之為'Harrowing of Hell'

#### 主流基督教所持有的各種觀點
早期基督教的許多信奉者相信陰間是一個位於地底深處的、陰暗無光的洞穴，並且相信絕大多數人去世後，其魂神便會沉入陰間，在那𥚃接受各自應得的待遇，並且等待肉身的復活。著名神學家特土良曾經在其作品中表示他認為只有殉教者被允許在去世後馬上進入天國。
現今東正教教內有説法聲稱人死後 便會在陰間中等待最後的審判，只有成功成為聖人的逝者和為捍衛信仰而喪失性命的殉教者才可以直接進入天國，但也有東正教信奉者相信人死後會有一段短暫的時間在陰間沉睡，其後便會接受審判，而不須等到基督再臨之日才受審。另一方面，信奉天主教的一些神學家把陰間等同於煉獄或靈薄獄等地方，天主教官方表示其認為天國、煉獄及地獄三者是存在的，並且對《舊約》所提及的陰間有其自身的看法。更正教教內的各個教派和安立甘教等等亦有各自的觀點。
雖然陰間對傳統基督教而言仍是一個重要的概念，但是流行基督教往往不予重視。在流行基督教所作的描述中，人去世之後，其魂神便會馬上被送往天堂或地獄任何一者，這並不完全符合傳統基督教的觀點，但流行基督教所作的這一描述深刻地影響了流行文化當中關於來世的觀念。

### 猶太教
猶太教的聖典《希伯來聖經》多處都提及了一個被稱為陰間（英文: Sheol）的地方，不同的經文對陰間的描述似乎有所不同甚至互相矛盾。例如在《訓道書》等一些書典中，陰間似乎是所有亡者都會去到的地方，是一個沒有任何活動的永眠之地，在那裡的人甚至連 神也忘記了，但在另一些書典中，陰間有時候帶有懲罰性質，在部份書典中, 陰間的居住者偶爾能夠到達人間，例如《撒母耳記 上》提及一位女巫接受掃羅王的請求，召喚了似乎是先知撒慕爾的魂神的亡魂，但有説法聲稱這個亡魂事實上不是撒慕爾的魂神。
一些歷史學家認為古猶太教早期相信人死後 不論是善是惡，都會到陰間長眠，但後來可能受到了其他宗教的影響，逐漸相信陰間分為苦界和樂界，前者是惡人受苦之地，後者是善人享福之地，而在審判日之時，所有亡者都會受到審判，到了後期, 古猶太教開始擁有了類似於地獄的可怕死後世界概念，可能是受到了希臘教的影響，基督教出現之初便吸收了這些概念，發展出關於天國和地獄的見解。現今猶太教仍然堅持關於陰間的觀點。宗教學家仍在爭論關於陰間的話題。

### 中國大陸民間宗教
中國文化存在普遍的陰陽理論，以現世的人間為陽間或陽界，死後生活的地方是幽冥或陰間。至少在周朝以前，很多人就認為人分魂魄，作為陽氣的魂和作為陰形的魄結合形成人，人死以後，神魂靈氣歸於天，精魄形骸歸於地，以魂氣形魄來解釋人前世、現世和來世的演化，並將精靈世界分為三界：地上的人間，天上神靈的天堂，和地下精魄的地府。黃泉可能是中國宗教信仰中最早出現的陰間地府的概念。地府的構造體系，源自古代佛教傳入後，受其影響，在道教原有的基礎上發展出了本土的地獄體系。地府的概念大於地獄，幽冥的概念又大於地府。幽冥泛指亡魂所在的空間，因而不局限於地府，古時凡非陽世即幽冥，甚至包括天神與山精水魅的居地，甚或可能和人間在空間上重合，只是人不能知曉；地獄特指囚禁和懲罰生前罪孽深重的亡魂之地，可以說是陰間地府的監獄和刑場；而一般人死後在地府大多是含笑九泉，像在人間生活一樣，上善之人死後甚至成仙成神荣入天堂。
遠古時認為后土（后土皇地祇）主宰死者，後又認為東嶽泰山是天子封禪所在，上通天庭，下通地府，故普通人死後亡魂會歸於泰山之下，並且由東嶽大帝為地府之王。後又認為酆都為冥界入口，則酆都之神酆都大帝也被奉為是冥界主宰，在道教有說法認為東嶽大帝為地府之主，酆都大帝輔佐執掌地府，類似現今的法院的正副院長，或者可說是雙首長制，東嶽大帝為國家元首，酆都大帝為政府首脑，主宰十殿閻君。一般人死後，先到各縣、州、府、都城隍處接受初審，再逐步移送地府。
在佛教神話中，面燃鬼王（觀音菩薩化現，道教則說是太乙救苦天尊所化身）就是地獄一切亡靈的領導者，為亡靈分衣施食，並隨之於中元節升上陽世，監督眾鬼。另外曾發誓「地獄不空，誓不成佛」的地藏王菩薩是拯救地獄眾生的救主，由於佛教的傳播，無論是東嶽大帝、酆都大帝、十殿閻君、面燃鬼王等都被民眾認為是地藏王菩薩的護持者。民間還傳說，曾經進入地獄拯救母親的目連尊者，捨身於外道暗殺後，輔佐地藏王菩薩，立志普救枉死城眾生。
對危害人類的鬼魅精怪，道教傳有驅邪考召的儀式，用以「拘捕为害鬼神精邪，并加刑询拷问，逼其招供」，並且在考召过程完成之後，依鬼律行法，对鬼魅处置或押赴地狱。佛教用来处理鬼魂的方式，則主要为念誦佛經、超度亡魂（中陰）、施食餓鬼。
墳墓被認為是人死以後在陰間的居所，傳統上人們會將墓室裝扮成在人間正常理想生活中居室的樣子。《說文》：「墓者，沒也。」「葬者，藏也。」中國在早期有墓無墳，史書記載堯、舜、禹、湯王、文王、武王、周公、秦穆公、樗里子等離世後都採用平地以下的墓葬。《禮記·檀弓》：“古者墓而不墳。”後來墓地又出現了地表以上的墳以及地上建築，並在寒食節、清明、小清明（上巳）等節日就掃墓，避免祖先墳墓年久失修，終至湮沒。南方族群如閩南人、廣府人、客家人流行一種「拾骨葬」法，是等待土葬的死者遺體腐化後，將其骨骸取出，裝入甕中，重新安葬一次，這是一種移民文化，方便移民遷居時攜帶祖先骨骸。
華人相信，陰間使用冥幣做為通貨，故焚燒冥幣紙錢，可幫助祖先的經濟。根據佛教的輪回觀，相信地獄道為六道眾生之一（人亦是其中之一），在地獄受盡業報後，亦可以從地獄轉世到人界或其他界。另有人相信地府中存在以苦刑處罰罪過的地獄，通過冥幣能夠買通地獄中的無常鬼卒、牛頭馬面等，而使祖先免於較重的刑罰。
人們又相信，祖先九泉之靈與人世間的自己同在，雖然陰陽兩隔，但他們始終在陰界或天堂關注著自己，並會保佑子孫後代。已故親屬的家人往往會立下神主牌，除夕、清明節、中元節、重陽節、冬至等節日祭祖，除了燒線香、燒紙錢，很多人還會奉上食品、紙紮祭品，亦有人相信，陰間相當於人間，若祖先缺乏民生物資可能會成為餓鬼，供品可讓祖先在陰間享有冥福，讓祖先知道子孫在人間也過得很好，安慰祖靈。這些信仰讓人們敬天崇祖，除了達到感情寄託和心靈充實，也會達到儒教中慎終追遠、民德歸厚的宗旨。

### 臺灣民間宗教
臺灣民間宗教神話中的地府繼承與中國大陸民間宗教神話中相同。

### 神道
《古事記》記載有陰間地府黃泉國。民間信仰人死後須經過三途川，川旁有懸衣翁和奪衣婆，他們將死者衣服取下掛在樹上，視其輕重，探知死者生前為善或作惡。

### 大乘佛教
大乘佛教認為凡人死後，其魂神會到幽冥接受閻羅王的審判，《無量壽經》宣稱凡人壽終之後，入其幽冥、轉生受身、改形易道，會因所造的善業和惡業而受閻羅王審判，之後投生至其他的道趣輪迴。

### 上座部佛教
上座部佛教認為眾生的每一輩子之間沒有間隔，眾生去世之後會立即轉生。雖然上座部佛教和道教等宗教同樣相信餓鬼和被困在地府受盡折磨的某類眾生存在，但是上座部佛教認為餓鬼道和地府道屬於五道，並非每一輩子之間的間隔狀態，而且業力才是眾生在死後世界所受的待遇如何的決定性力量，沒有任何一位神靈能夠干涉。

## 參閲
- 黃泉
- 蒿里（死人里，陰間）
- 丰都鬼城（鬼國都城）
- 地獄
- 天國
- 人間
- 紙錢
- 六道
- 轮回

## 外部連結
- 维基共享资源上的相關多媒體資源：陰間